# Mathieu Kérékou
Mathieu Kérékou (ur. 2 września 1933 w Kouarfie, zm. 14 października 2015 w Kotonu) – beniński wojskowy i polityk, prezydent Beninu w latach 1972–1991 i 1996–2006. 

## Życiorys
Urodził się w 1933 roku. Kształcił się w szkołach wojskowych w Mali i Senegalu, po czym w 1960 roku wstąpił do armii francuskiej. Po uzyskaniu niepodległości przez kraj, od 1961 do 1963 roku był adiutantem przy prezydencie Hubercie Maga. W 1967 roku uczestniczył w wojskowym zamachu stanu zorganizowanym przez jego kuzyna Maurice Kouandété.  
W 1972 roku przeprowadził kolejny pucz który wyniósł go do władzy. Będący w stopniu majora Kérékou został szefem państwa i rządu oraz ministrem obrony i innych resortów, awansowany przy tym do stopnia generała. Wraz z grupą młodych oficerów doprowadził do usunięcia z armii oficerów starszego pokolenia. Na krótko po przejęciu władzy ogłosił, że poprzednie rządy realizowały politykę francuską, a wojsko pod jego kierunkiem dąży do likwidacji obcych wpływów politycznych i kulturalnych. Polityka ta zyskała miano „wojującego nacjonalizmu“.  
W polityce zagranicznej prowadził politykę niezaangażowania oraz uruchomił relacje dyplomatyczne z radykalnymi państwami takimi jak Libia, Chińska Republika Ludowa czy Korea Północna. W 1973 roku pozwolił na działalność radykalnym ruchom studenckim, które częściowo, jak się okazało, były przeciwne wojskowym rządom, uważając je za zbyt konserwatywne. Po strajkach radykalnych studentów, w styczniu 1974 roku, zabronił działalności ich organizacjom, określając studenckich działaczy jako „anarchistów“. 
W listopadzie 1974 roku ogłosił obowiązywanie w kraju ideologii marksistowskiej (przy zachowaniu tendencji nacjonalistycznych). W 1975 roku został sekretarzem generalnym Komitetu Centralnego Partii Ludowej Rewolucji Beninu, który sprawował odtąd jednopartyjne rządy. W październiku tego samego roku przemianował nazwę kraju z Dahomej na Ludową Republikę Beninu. Przeprowadził nacjonalizację najważniejszych przedsiębiorstw, banków, złóż ropy naftowej i szkolnictwa. Taka polityka gospodarcza rządu uderzyła we francuskie interesy w kraju. W odpowiedzi Francja rozpoczęła gospodarczy bojkot Beninu i wstrzymała pożyczki dla byłej kolonii. W 1977 roku doszło do nieudanej inwazji najemników opłaconych prawdopodobnie przez Maroko i Gabon. W listopadzie 1977 roku jego rząd wprowadził nową konstytucję. 
W 1980 według niektórych wersji przyjął islam (był katolikiem i równocześnie praktykował voodoo) i zmienił imię na Ahmed. Do rzekomej konwersji miało dojść w trakcie jego wizyty w Libii i miała ona posłużyć do pozyskania libijskiej pomocy. Niezależnie od tego czy do konwersji doszło, ewentualna zmiana nie była długa, wkrótce powrócił do poprzedniego imienia i ponownie praktykował chrześcijaństwo. W 1987 roku przekształcił system rządów wojskowych w cywilny. Około 1990 roku konwertował na ewangelikalny protestantyzm.

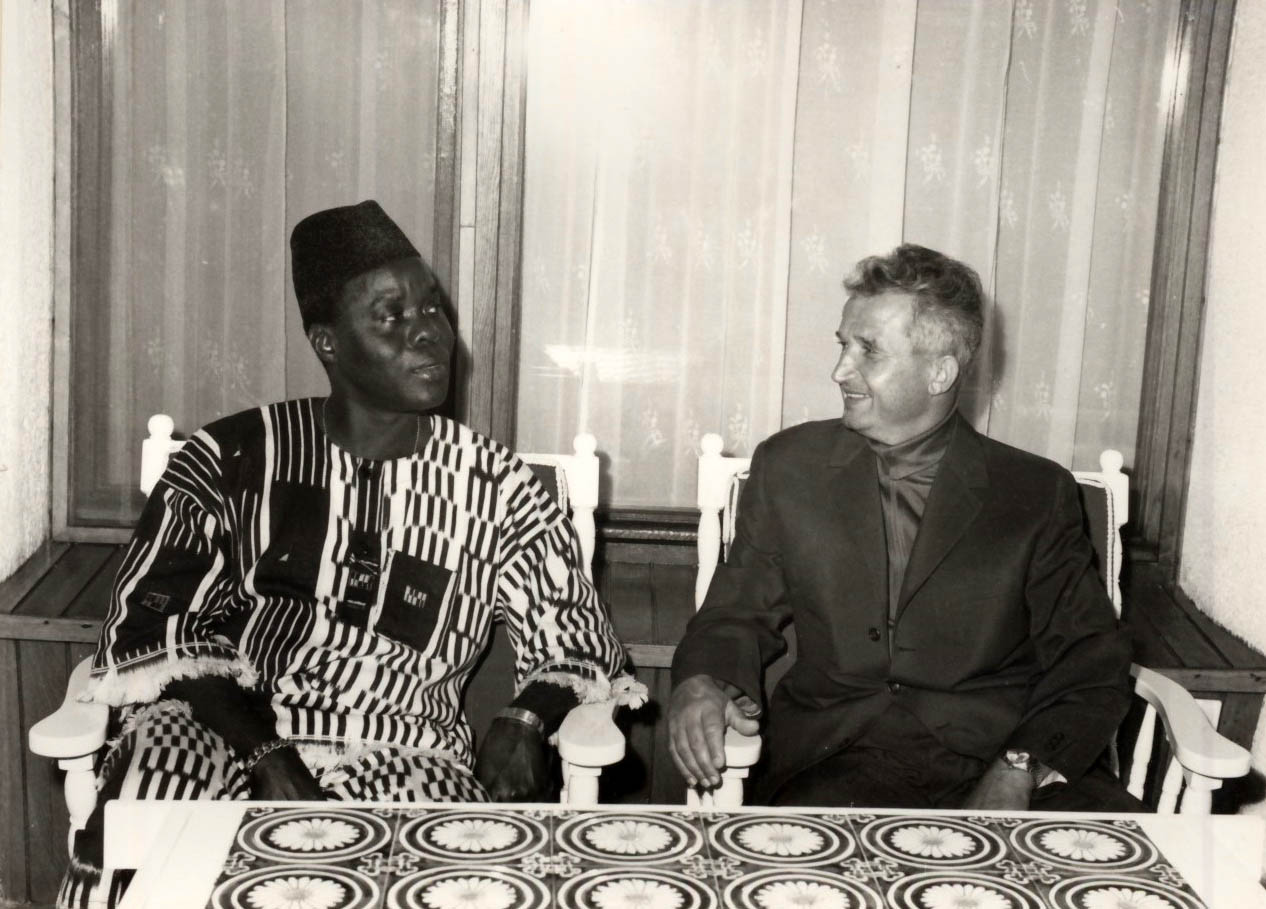
Mathieu Kérékou z rumuńskim przywódcą Nicolae Ceauescu w 1976 roku

Jego rządy cechowały się stabilnością wewnętrzną (rozbił kilka prób puczu), niemniej jednak nieudane eksperymenty gospodarcze (w szczególności w dziedzinie produkcji rolnej, które to zostały uniemożliwione przez suszę) skłoniły Kérékou do szukania pomocy gospodarczej za granicą. W 1989 roku zapowiedział demokratyzację i zrezygnował z marksizmu. Rok później wprowadził system wielopartyjny (tym samym zlikwidowana została monopartia) i usunął z nazwy państwa określenie „Ludowa”. W 1991 roku zezwolił na przeprowadzenie pierwszych wolnych wyborów. Przegrał je z kandydatem opozycji Nicéphore Soglo. 
Do władzy powrócił w wyniku wyborów prezydenckich w 1996 roku, w których wystartował jako kandydat ugrupowania Akcja na rzecz Odnowy i Rozwoju. W 2001 roku uzyskał reelekcję. 
W 2006 roku wycofał się z życia politycznego po przekroczeniu limitu sprawowania kadencji prezydenckich. Zmarł w 2015 roku. Po ogłoszeniu jego śmierci miała miejsca tygodniowa żałoba narodowa. Benin pod jego rządami stał się rzadkim w Afryce przykładem udanego przejścia do demokracji.